# Bollywood Movie Award/Beste Kamera
Der Bollywood Movie Award Best Cinematography ist eine Kategorie des jährlichen Bollywood Movie Awards, einem Preis für indische Filme in Hindi.
Santosh Shivan ist zweimaliger Gewinner.

## Liste der Preisträger
| Jahr | Film                   | Kameramann                     |
| ---- | ---------------------- | ------------------------------ |
| 1999 | Dil Se                 | Santosh Sivan                  |
| 2000 | kein Preis             | kein Preis                     |
| 2001 | Mohabbatein            | Maninder Singh                 |
| 2002 | Asoka                  | Santosh Sivan                  |
| 2003 | Devdas                 | Binod Pradha                   |
| 2004 | Kal Ho Naa Ho          | Anil Mehta                     |
| 2005 | kein Preis             | kein Preis                     |
| 2006 | kein Preis             | kein Preis                     |
| 2007 | Dhoom – Back in Action | Vikas Sivaraman und Nirav Shah |